# 京都府道51号舞鶴和知線
京都府道51号舞鶴和知線（きょうとふどう51ごう まいづるわちせん）は、京都府舞鶴市から同府綾部市を経て同府船井郡京丹波町に至る主要地方道に指定された府道である。

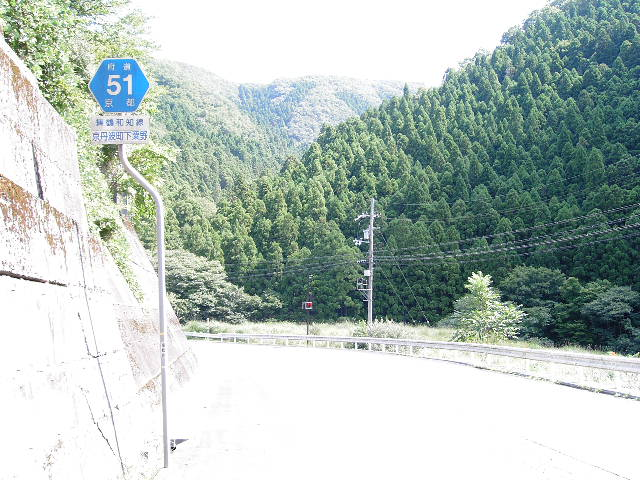
京都府道51号舞鶴和知線

## 概要
東舞鶴市街地では「七条通り」と呼称され、一部区間が北側一方通行となっている。また、綾部市睦寄町古屋から京丹波町仏主までの間の上林峠では、車の通行は不可能である。

### 路線データ
- 起点 : 舞鶴市[1]（大門七条交差点、国道27号交点）
- 終点 : 船井郡京丹波町[注釈 1][1]（京都府道12号綾部宮島線交点）
- 重要な経過地：綾部市[1]
- 実延長 : 34.3751 km[2]

## 歴史
本路線は、道路法（昭和27年法律第180号）第7条の規定に基づいた京都府の一般府道として1959年（昭和34年）に京都府が初めて認定した282路線のうちの1つである府道浜福知山線の一部、府道鶴ケ岡舞鶴線の一部、府道大岩和知線、府道上杉和知線の一部を前身としている。同法第56条の規定に基づき、1971年（昭和46年）の第3次主要地方道指定時に建設省が先述の各路線を舞鶴和知線として主要地方道に指定したのを受け、京都府が府道路線を再編して誕生した。

### 年表
- 1959年（昭和34年）12月18日 - 京都府が以下の路線を府道路線認定[3]
  - 浜福知山線（舞鶴市字浜 - 福知山市、重要な経過地：綾部市梅迫町、整理番号：一般地方道177号）
  - 鶴ケ岡舞鶴線（北桑田郡美山町字鶴ケ岡 - 舞鶴市、整理番号：一般地方道144号）
  - 大岩和知線（綾部市睦寄町大字大岩 - 船井郡和知町、整理番号：一般地方道161号）
  - 上杉和知線（綾部市上杉町	- 船井郡和知町、整理番号：一般地方道160号）
- 1971年（昭和46年）6月26日 - 建設省が府道浜福知山線の一部、府道鶴ケ岡舞鶴線の一部、府道大岩和知線、府道上杉和知線の一部を主要地方道として指定[4]。
- 1972年（昭和47年）3月28日 - 京都府が以下のとおり府道路線を再編。
  - 舞鶴和知線（舞鶴市 - 船井郡和知町、重要な経過地：綾部市、整理番号：主要地方道51号）として府道路線認定[1]。
  - 大岩美山線（綾部市睦寄町大字大岩 - 北桑田郡美山町、整理番号：一般地方道161号）として府道路線認定[1]。
  - 鶴ケ岡舞鶴線（一般地方道144号）、大岩和知線（一般地方道161号）をそれぞれ府道路線廃止[5]。

## 路線状況

### 重複区間
- 京都府道1号小浜綾部線（綾部市五津合町荒木 - 綾部市睦寄町市場）

### バイパス

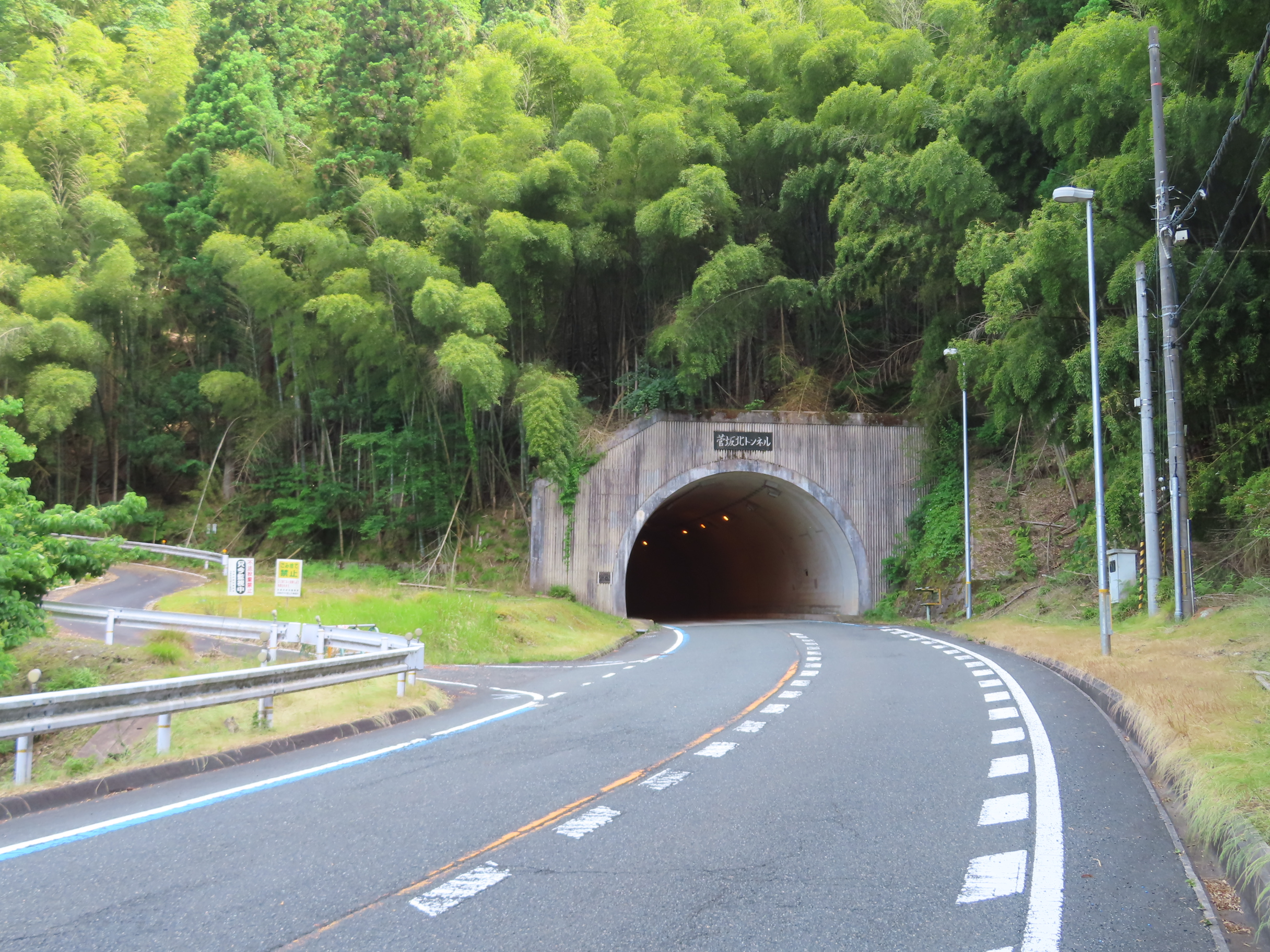
菅坂バイパスにある菅坂北トンネル（舞鶴市）

菅坂バイパス
舞鶴市東舞鶴地区と綾部市上林地区を結ぶ。
舞鶴市の東舞鶴地区と綾部市上林地区は昔から深い経済的交流があり、更に1901年（明治34年）に鎮守府が開府すると京都府北部の中心都市として発展した舞鶴市への日常交流が急速に拡大した。しかしながら両地区には菅坂峠により隔たっており、かかる道路は狭幅であり、また、冬季には積雪のため、頻繁に通行止めになるなど不便を強いられていた。
そこで1995年（平成7年）に、両地区の交流促進を目的に菅坂峠にバイパス建設が進められた。折りしも、2004年（平成16年）の台風23号災害により、両市間を結ぶメインストリートである国道27号線が罹災し一時期不通となったため、防災の観点からも、バイパスの早期完成が望まれ、延長953 mの菅坂南トンネルを含む延長2.3 kmが2006年（平成18年）11月8日に供用開始した。

## 地理

### 通過する自治体
路線認定された1972年当時は、路線名に含まれる“和知”は船井郡和知町を指していたが、平成の大合併により船井郡京丹波町の一部になった。
- 京都府
  - 舞鶴市 - 綾部市 - 船井郡京丹波町

### 交差する道路
- 国道27号：舞鶴市字浜・大門七条交差点（起点）
- 京都府道28号小倉西舞鶴線：舞鶴市行永東町・白鳥七条交差点
- 京都府道487号老富舞鶴線：舞鶴市八反田南町・亀岩交差点
- 京都府道27号池辺京田線：舞鶴市字行永
- 京都府道1号小浜綾部線（綾部市五津合町荒木）
- 京都府道1号小浜綾部線（綾部市睦寄町市場）
- 京都府道34号綾部美山線（綾部市睦寄町古屋）
未供用区間
- 京都府道481号上杉和知線（船井郡京丹波町下粟野）
- 京都府道12号綾部宮島線（船井郡京丹波町篠原大道ノ下、終点）

### 沿線
- 舞鶴市立白糸中学校
- 東舞鶴公園（丸山公園）・東舞鶴公園野球場
- 菅坂峠
- ウッディパルわち
- 由良川